# Небітчі (Балканабат)
«Небітчі» (туркм. Nebitçi futbol topary) — туркменський професіональний футбольний клуб із міста Балканабат. Виступає у Вищій лізі Туркменістану.

## Попередні назви
- 1947—2010: «Небітчі» Балканабат
- 2010—2018: «Балкан» Балканабат
- Із вересня 2018 — «Небітчі» Балканабат

## Історія

### Чемпіонат СРСР
Футбольний клуб було засновано в 1947 році, але клуб не досяг особливих успіхів та занепав. Тому в 1960 році був повторно заснований в 1960 році під назвою «Небітчі».
Учасник 2-ох чемпіонатів СРСР (1990-1991): виступав у Другій лізі (1990-1991), найкращий результат — 10-те місце в сезоні 1991 року.

### 2010-ті рр.
Сезон 2011 року «Балкан» почав досить успішно, показуючи, що готовий боротися за титул. Надалі у інших команд так і не вийшло наздогнати майже бездоганних протягом усього сезону «нафтовиків». Гірше справи йшли в Кубку Туркменістану, де команда вибула у чвертьфінальній стадії, програвши за сумою двох матчів Лебапу. 25 червня 2011 року в Ашгабаті на стадіоні «Ніса», «Балкан» та віце-чемпіон країни ашгабатський Алтин Асир боролися за Суперкубок Туркменістану, переможцями стали «нафтовики», які здобули перемогу з рахунком 4:2. У Кубку Президента АФК «Балкан» дійшов до фінальної стадії, де в напруженому протистоянні був вибитий з турніру «Тайвань Пауер Компані». «Балкан» того сезону переміг в чемпіонаті Туркменістану.
Для початку в команді відбулися зміни в тренерському штабі: на зміну колишньому наставнику Олександру Клименку, який став біля керма наманганского «Навбахора» , прийшов Аманмурад Мередов. Також на роль технічного директора команди було запрошено 49-річного турецького фахівеця Семіха Ювакурана , відомий у минулому захисник Фенербахче, Галатасарая та збірної Туреччини. 30 квітня 2012 року «Балкан» прибув до Душанбе для участі у відбірковому турнірі Кубку президента АФК-2012. У першому груповому матчі команда програла палестинському «Аль-Амарі» (1-2), на думку головного тренера Аманмурада Мередова помилки арбітра вплинули на результат матчу. У другому матчі «Балкан» вибув з розіграшу Кубку президента АФК, програвши таджицькому Істіклол (1-2). «Балкан» переміг в чемпіонаті Туркменістану. Команда на чолі з головним тренером Алікпером Гурбановим зовоювала Кубок Туркменістану.
У 2013 році команду очолив Рахім Курбанмамедов. На початку сезону команда програла в Суперкубку Туркменістану 1:1 (1:2 по пенальті) ашгабатському МТТУ. У травні 2013 року футболісти «Балкана» вийшли до фінальної частини Кубку президента АФК-2013, здобувши три перемоги у відбірковому турнірі в групі «С». Ігри проходили в Пномпені, в першому матчі «Балкан» здолав «Хіляль Аль-Кудс» (3:2), у другому «Beoungket Rubber» (2:0), в заключному «Спортивний Клуб Армії Шрі-Ланки» (5:0). У фінальній стадії, яка проходила в Малайзії, футболісти «Балкана» розгромили «Клуб Трьох Зірок» (6:0) та «Ерчім» (4:0) ,таким чином, набравши 6 очок вийшли в фінал Кубку президента АФК 2013. У фіналі Кубку «нафтовики» обіграли пакистанський «КРЛ» і вперше завоювали трофей. За підсумками Чемпіонату Туркменістану 2013 року клуб став срібним призером, а найкращим бомбардиром турніру був визнаний нападник «Балкана» Мамедалі Караданов, який відзначився у воротах суперників 26 разів.
У 2015 році команду очолив Алі Гурбані. За підсумками сезону команда завоювала срібні медалі Чемпіонату Туркменістану 2015 року. Нападник клубу Мурад Ягшиєв став найкращим бомбардиром Чемпіонату Туркменістану 2015 року з 31 забитим м'ячем у воротах суперників.
На початку 2016 року команду очолив туркменський фахівець Олександр Клименко. У лютому 2016 року «Балкан» поступився на нейтральному полі сирійському клубу Аль-Вахда і втратив можливість виступати в Кубку АФК 2016 року.

## Досягнення
Чемпіонат Туркменістану
- Чемпіон (4): 2004, 2010, 2011, 2012
- Срібний призер (5): 1992, 1993, 2000, 2003, 2009, 2013, 2015
- Бронзовий призер (5): 1995, 2001, 2005, 2007, 2008

Кубок Туркменістану
- Переможець (4): 2003, 2004, 2010, 2012
- Фіналіст (3): 1998, 1999, 2001

Суперкубок Туркменістану
- Переможець (2): 2006, 2011, 2012
- Фіналіст (1): 2013

Кубок президента АФК
- Переможець (1): 2013

## Азійські кубки
| Сезон   | Турнір                                | Раунд                           |             | Клуб                         | Рахунок    | Склад | Голи                                         |
| ------- | ------------------------------------- | ------------------------------- | ----------- | ---------------------------- | ---------- | --- | -------------------------------------------- |
| 2000-01 | Кубок володарів кубків Азії з футболу | Кваліф. раунд                   | Узбекистан  | Динамо (Самарканд)           | (4-3, 3-2) | |                                              |
|         |                                       | 2-ий раунд                      | Казахстан   | Кайрат-СОПФК                 | (1-0, 1-3) | | Гочкулієв//Ільмурадов                        |
| 2004    | Кубок АФК                             | Груповий раунд                  | Сирія       | Аль-Джаїш                    | 0-6        | |                                              |
|         |                                       | Груповий раунд                  | Ліван       | Олімпік                      | 0-2        | |                                              |
|         |                                       | Груповий раунд                  | Ліван       | Олімпік                      | 1-2        | |                                              |
|         |                                       | Груповий раунд                  | Сирія       | Аль-Джаїш                    | 0-0        | |                                              |
| 2005    | Кубок АФК                             | Груповий раунд                  | Йорданія    | Аль-Фейсалі                  | 1-1        | Багабердиєв, Пурлієв (Ерешов, 61), Ткаченко (Д.Байрамов, 77), Р.Баайлієв, Р.Сапаров, Б.Мередов, Аннамурадов, Сударьов, Ходжагельдиєв, Аразов, Алікперов | Аразов, 56                                   |
|         |                                       | Груповий раунд                  | Індія       | Іст-Бенгал                   | 3-2        | | Алікперов, 1, Ровшан Мередов, 60, Аразов, 83 |
|         |                                       | Груповий раунд                  | Бангладеш   | Муктіджоддха Сангсад (Дакка) | 0-1        | |                                              |
|         |                                       | Груповий раунд                  | Бангладеш   | Муктіджоддха Сангсад (Дакка) | 2-1        | | Алікперов, 4, 39-пен.                        |
|         |                                       | Груповий раунд                  | Йорданія    | Аль-Фейсалі                  | 3-3        | |                                              |
|         |                                       | Груповий раунд                  | Індія       | Іст-Бенгал                   | 2-3        | Багабердиєв, Оразов, Гараханов (Ф.Базаров, 39), Ерешов, Ткаченко, Р.Байлієв, Аннамурадов, Я.Бердиєв, Ходжагельдиєв, Аразов, Алікперов                   | Фархат Базаров, 53, Аразов, 88               |
| 2007    | Кубок АФК                             | Груповий раунд                  | Йорданія    | Аль-Фейсалі                  | 0-0        | |                                              |
|         |                                       | Груповий раунд                  | Ліван       | Аль-Ансар                    | 1-3        | | Кульджагазов, 80                             |
|         |                                       | Груповий раунд                  | Оман        | Дофар                        | 0-1        | |                                              |
|         |                                       | Груповий раунд                  | Оман        | Дофар                        | 0-1        | |                                              |
|         |                                       | Груповий раунд                  | Йорданія    | Аль-Фейсалі                  | 0-2        | |                                              |
|         |                                       | Груповий раунд                  | Ліван       | Аль-Ансар                    | 1-1        | | Бегжанов, 82                                 |
| 2011    | Кубок президента АФК                  | Груповий раунд                  | Тайвань     | Тайвань Пауер Компані        | 1-1        | | Віталій Алікперов, 36,                       |
|         |                                       | Груповий раунд                  | Непал       | Непал Поліс                  | 0-2        | | Антон Кучеренко, 41, Нурклич Диванов, 52     |
|         |                                       | Груповий раунд                  | {           | ВАПДА                        | 0-1        | |                                              |
|         |                                       | Фінальний етап (Груповий раунд) | Таджикистан | Істіклол                     | 1-1        | |                                              |
|         |                                       | Фінальний етап (Груповий раунд) | Тайвань     | Тайвань Пауер Компані        | 3-4        | |                                              |
| 2012    | Кубок президента АФК                  | Груповий раунд                  | Палестина   | Марказ Шабаб Аль-Амарі       | 1-2        | | Гахриманберди Чонкаєв, 32                    |
|         |                                       | Груповий раунд                  | Таджикистан | Істіклол                     | 1-2        | | Нурклич Диванов, 66                          |

## Склад команди
Станом на лютий 2016
| №  | Поз. | Нац.         | Гравець                |
| -- | ---- | ------------ | ---------------------- |
| 1  | ВР   | Туркменістан | Павло Матус            |
| 2  | ЗХ   | Туркменістан | Ягмирмират Аннамирадов |
| 3  | ЗХ   | Туркменістан | Гельдимурад Гараханов  |
| 4  | ЗХ   | Туркменістан | Мекан Сапаров          |
| 5  | ПЗ   | Туркменістан | Нуртаган Маммедалієв   |
| 6  | ПЗ   | Туркменістан | Байрамгельди Нурлиєв   |
| 7  | ПЗ   | Туркменістан | Аширгельди Ильясов     |
| 8  | ПЗ   | Туркменістан | Азат Гараджаєв         |
| 9  | НП   | Туркменістан | Олександр Боліян       |
| 10 | ПЗ   | Туркменістан | Батир Атамамедов       |
| 11 | НП   | Туркменістан | Рустам Матризаєв       |
| 12 | ПЗ   | Туркменістан | Євгеній Ткаченко       |
| 13 | ПЗ   | Туркменістан | Сахупназар Дурдиєв     |

| №  | Поз. | Нац.         | Гравець                 |
| -- | ---- | ------------ | ----------------------- |
| 15 | ПЗ   | Туркменістан | Овез Назаров            |
| 16 | ВР   | Туркменістан | Деніз Аннаєв            |
| 17 | ПЗ   | Туркменістан | Даянч Оразгулиєв        |
| 18 | ЗХ   | Туркменістан | Мурад Хамраєв           |
| 19 | НП   | Туркменістан | Хемра Аманмаммедов      |
| 20 | НП   | Туркменістан | Мамедалі Караданов      |
| 21 | ПЗ   | Туркменістан | Оразмухаммед Ішангулиєв |
| 22 | ЗХ   | Туркменістан | Мурадберди Беренов      |
| 23 | ПЗ   | Туркменістан | Аширгельди Сариєв       |
| 24 | НП   | Туркменістан | Михайло Титов           |
| 25 | ПЗ   | Туркменістан | Ісагилич Байрамов       |
| 27 | НП   | Туркменістан | Акмаммед Метдаєв        |
| 30 | ВР   | Туркменістан | Алікпер Керімов         |

## Керівництво та тренерський штаб
| Посада           | Ім'я                      |
| ---------------- | ------------------------- |
| Адміністратор    | Довленов Довлен           |
| Адміністратор    | Аширгельди Гошлиєв        |
| Головний тренер  | Олександр Клименко        |
| Керівник команди | Амангелди Юсупов          |
| Тренер           | Сейдулламират Аманмирадов |
| Лікар            | Максатмурат Юсупов        |

## Тренери команди
- Саїд Бегжанов (1990)
- Тачмурад Агамурадов (1991—1993)
- Байрамдурды Дурдыев (2000)
- 2003,  Валерій Фурсов[19], Байрам Бегенчев
- 2004,  Ашир Бегжанов
- 2004—2008,  Аманмурад Мередов
- 2008—2009,  Олександр Клименко
- 2010,  Реджепмурад Агабаєв
- 2011,  Олександр Клименко[20]
- Аманмурад Мередов (2012)
- Алікпер Гурбані (2012)
- Рахім Курбанмамедов (2013-2014)
- Алі Гурбані (2015)
- Олександр Клименко (2016—н.в.)